# BE-7
Le BE-7 est un moteur-fusée américain du constructeur Blue Origin en cours de développement qui doit propulser l'atterrisseur lunaire Blue Moon.

## Caractéristiques techniques
Ce moteur-fusée à ergols liquides brûle un mélange d'oxygène et hydrogène et a une poussée de 40 kN. Il propulse l'atterrisseur lunaire Blue Moon d'une masse de 15 tonnes développé par le même constructeur. Cet engin a la capacité de réduire de manière très importante sa poussée pour répondre aux exigences de la phase de descente propulsée vers le sol lunaire (la masse de l'atterrisseur à freiner est divisée par quatre entre le début de la descente et l'arrivée au sol). Le développement du BE-7 a été annoncé en mai 2019 en même temps que Blue Moon.
L'alimentation en ergols est de type cycle à expandeur double bien adapté aux moteurs de poussée modéré ayant un rendement (impulsion spécifique) élevé : l'alimentation des ergols est effectuée par une turbopompe dont la turbine est mise en mouvement par la détente des deux ergols qui circulent dans les parois de la tuyère et de la chambre de combustion. Cette dernière est réalisée en utilisant le processus de fabrication additive.   